# 今日ポケ
今日ポケ（きょうポケ）は、日本の3人組YouTuberグループ。旧称は「今日の○○ポケチャンネル」。全員がゲーム『ポケットモンスター』シリーズのゲーム実況者。

## メンバー
バンビー（1998年〈平成10年〉2月10日 - ）（27歳）
立ち位置は向かって右。
埼玉県上尾市出身。
メガネを着用している。2024年11月現在、3人の中では個人チャンネルの登録者数が最も多い。
過去に活動していたVTuber「夢咲楓」のゲームのプレイを担当していた。
2024年10月、同じポケモンYouTuberのあむとの結婚を発表した。
いろは（1996年〈平成8年〉4月28日 - ）（29歳）
本名はあさくら しょうへい（正式な表記は不明）。
立ち位置は中央。
愛知県出身。
メンバー最年長。通称「構築デザイナー」。
2022年11月までは会社員として働いていたが、YouTuberに専念するために退職している。
2025年6月、ダブルバトルの日本一を決める大会「ポケモンジャパンチャンピオンシップス2025」〈ゲーム部門〉にシングル勢ながら出場した。
くろこ（1999年〈平成11年〉5月29日 - ）（26歳）
立ち位置は向かって左。
神奈川県出身。
メンバー最年少。ゲームではシーズン最終1位を10回以上とっている。
ゲーム攻略サイト「Game8」では、記事の執筆や監修などを行うこともある。

### 主なスタッフ
あしゅ
司会・企画・編集担当。
今日ポケ結成以前からバンビーの個人チャンネルの編集を担当している。
サイヨーマ
編集・企画担当。
顔出しを行なっていない。
ふらとら
企画・編集担当。
ほぼ全てのショート動画の企画を担当している。
以前はライバロリのチャンネルでの企画や司会、編集などを担当していた。
過去にはSNSで個人名義での活動も行なっている。
あむ
バンビーの妻。
メンバーのサポートを担当している。
個人でポケモンYouTuberとしても活動している。
飯田 捷人（いいだ はやと）
デザイン担当。
声優、グラフィックデザイナー。
今日ポケではチャンネルのアイコンなどを考案している。

## 出演
- バトオフ[12]（テレ東公式 TV TOKYO[注 1]［YouTube］、2024年5月27日 - 2024年7月1日）

## 実績

### 大会出場
- ポケモン竜王戦2024 ゲーム部門[13]

### 大会開催
- 今日ポケ杯[14]
- #今日ポケ杯[15]（Pokémon Trading Card Game Pocket）